# ستانلي برنس
ستانلي برنس (بالإنجليزية: Stanley Prince)‏ هو لاعب كرة قدم بريطاني، ولد في 24 يناير 1927 في وستهام ‏ في المملكة المتحدة، وتوفي في 20 أكتوبر 2005 في نيوهام في المملكة المتحدة. شارك مع منتخب المملكة المتحدة الوطني لكرة القدم. أما مع النوادي، فقد لعب مع Walthamstow Avenue F.C. ‏.

## وصلات خارجية
- ستانلي برنس على موقع الاتحاد الدولي (مؤرشف)  (الإنجليزية)
- ستانلي برنس على موقع أوليمبيديا (الإنجليزية)
- ستانلي برنس على موقع اللجنة الأولمبية البريطانية (الإنجليزية)